# كيلي فيلي
كيلي فيلي (بالإنجليزية: Kelly Willie)‏ هو منافس ألعاب قوى أمريكي، ولد في 7 سبتمبر 1982 في هيوستن في الولايات المتحدة.

## وصلات خارجية
- كيلي فيلي على موقع الاتحاد الدولي لألعاب القوى (الإنجليزية)
- كيلي فيلي على موقع اللجنة الأولمبية الدولية (الإنجليزية)
- كيلي فيلي على موقع أوليمبيديا (الإنجليزية)